# Рыкшино (Новосокольнический район)
Рыкшино — деревня в Новосокольническом районе Псковской области России. Входит в состав  Насвинской волости.

## География
Расположена в 20 км к северу от города Новосокольники и в 15 км к юго-западу от бывшего волостного центра, деревни Горожане.

## Население
| 2001 | 2002 | 2010 |
| ---- | ---- | ---- |
| 34   | ↗37  | ↘15  |

Численность населения деревни по оценке на начало 2001 года составляла 34 человека.

## История
С января 1995 до декабря 2006 года деревня входила в состав ныне упразднённой Раменской волости, с января 2006 до апреля 2015 года деревня входила в состав бывшей Горожанской волости.